# Cody Eppley
Cody Allen Eppley (né le 8 octobre 1985 à Dillsburg, Pennsylvanie, États-Unis) est un lanceur de relève droitier des Ligues majeures de baseball.

## Carrière

### Ligues mineures
Cody Eppley est drafté par les Rangers du Texas au 43e tour de sélection en 2008 alors qu'il joue à l'université Virginia Commonwealth à Richmond en Virginie. Il gravit les échelons en ligues mineures dans l'organisation des Rangers et le droitier, qui ne figurait pas au départ parmi les espoirs les plus prometteurs de la franchise, est nommé meilleur releveur des ligues mineures chez les Rangers en 2010, après une saison où il présente une moyenne de points mérités de seulement 2,08 avec 16 sauvetages et 86 retraits sur des prises en 69 manches et un tiers lancées.

### Rangers du Texas
Eppley fait ses débuts dans les majeures le 23 avril 2011 pour Texas. Dans cette première sortie, il lance deux manches face aux Royals de Kansas City, sans accorder de point.
Même si à sa deuxième sortie en carrière le 27 avril il permet aux Blue Jays de Toronto d'égaler le score sur un circuit de Juan Rivera, sa performance en deux manches est suffisante pour lui valoir une première victoire dans les majeures. Mais il est renvoyé aux mineures en mai après un difficile premier séjour au plus haut niveau : en huit manches lancées dans neuf parties, sa moyenne de points mérités est de 8,00 avec un gain et une défaite.

### Yankees de New York
Eppley est réclamé au ballottage par les Yankees de New York le 5 avril 2012.
Il connaît une bonne saison 2012 dans l'enclos de relève des Yankees : moyenne de points mérités de 3,33 en 46 manches lancées avec une victoire et deux défaites en 59 parties jouées.
Sa saison 2013 est cependant décevante. Il ne dispute que deux parties pour les Yankees et passe l'année en Triple-A.

### Pirates de Pittsburgh
Eppley signe un contrat des ligues mineures avec les Pirates de Pittsburgh le 26 novembre 2013. Il est libéré en juin suivant sans avoir joué un seul match avec le club.